# Arhitectura românească interbelică
1918 - 1944 a fost perioada cu cea mai mare varietate de orientări și căutări stilistice, existând diferențe notabile între vechiul Regat și teoriile alipite după primul război mondial. Arhitecții au practicat, deseori, arhitecturi diferite.

## Principalele curente arhitecturale
Se observă permanența arhitecturii clasicizante, cu prelungiri ale eclectismului și, după 1935, manifestări ale clasicismului modern.
Arhitectura de tip Art Deco a fost promovată, și a făcut parte dintr-o fază inițială a modernității. Arhitectura modernă a fost afirmată de lucrările multor arhitecți, împrumutând idei arhitecturii neoromânești.
În acest context, se schimbă atitudinea față de sursele tradiționale de inspirație, se trece prin diferite faze: de la arheologia decorativă spre semnificațiile profunde ale arhitecturii populare.

## Arhitecți români interbelici
- Marcel Iancu
- Horia Creangă
- Duiliu Marcu
- Petre Antonescu
- George Matei Cantacuzino
- Octav Doicescu